# AFI Premier Division 2022
La AFI Premier Division 2022 è stata la 35ª edizione del campionato irlandese di football americano di primo livello, organizzato dalla AFI.

## Squadre partecipanti
| Club                      | Città     | Stadio | Sponsor ufficiale | Risultato nella stagione 2020 |
| ------------------------- | --------- | ------ | ----------------- | ----------------------------- |
| Belfast Knights           | Belfast   |        |                   |                               |
| Belfast Trojans           | Belfast   |        |                   |                               |
| Cork Admirals             | Cork      |        |                   |                               |
| Craigavon Cowboys         | Portadown |        |                   |                               |
| Dublin Rebels             | Dublino   |        |                   |                               |
| South Dublin Panthers     | Lucan     |        |                   |                               |
| University College Dublin | Dublino   |        |                   |                               |
| West Dublin Rhinos        | Dublino   |        |                   |                               |

## Stagione regolare

### Calendario

#### 1ª giornata
| Belfield 13 marzo 2022 | University College Dublin | 58 – 7 referto | Belfast Knights | UCD Sport Facilities |

| Portadown 13 marzo 2022 | Craigavon Cowboys | 35 – 6 referto | West Dublin Rhinos | Peoples Park |

#### 2ª giornata
| Belfield 20 marzo 2022 | University College Dublin | 28 – 27 referto | Belfast Trojans | UCD Sport Facilities |

| Glanmire 20 marzo 2022 | Cork Admirals | 0 – 20 referto | Dublin Rebels | Old Christians RFC |

#### 3ª giornata
| Cregagh 27 marzo 2022 | Belfast Knights | 14 – 15 referto | Craigavon Cowboys | Gibson Park |

#### 4ª giornata
| Palmerstown 3 aprile 2022 | South Dublin Panthers | 42 – 13 referto | Belfast Trojans | The King's Hospital |

#### 5ª giornata
| Castleknock 10 aprile 2022 | West Dublin Rhinos | 0 – 52 referto | Dublin Rebels | Castleknock College |

| Cregagh 10 aprile 2022 | Belfast Knights | 13 – 19 referto | South Dublin Panthers | Gibson Park |

| Portadown 10 aprile 2022 | Craigavon Cowboys | 8 – 44 referto | University College Dublin | Peoples Park |

#### 6ª giornata
| Kilternan 24 aprile 2022 | Dublin Rebels | 30 – 7 referto | Belfast Knights | De la Salle Palmerstown RFC |

| Castleknock 24 aprile 2022 | West Dublin Rhinos | 0 – 17 referto | South Dublin Panthers | Castleknock College |

| Belfield 24 aprile 2022 | University College Dublin | 20 – 0 referto | Cork Admirals | UCD Sport Facilities |

#### 7ª giornata
| Kilternan 1º maggio 2022 | Dublin Rebels | 38 – 6 referto | Belfast Trojans | De la Salle Palmerstown RFC |

| Castleknock 1º maggio 2022 | West Dublin Rhinos | 28 – 16 referto | Craigavon Cowboys | Castleknock College |

#### 8ª giornata
| Palmerstown 15 maggio 2022 | South Dublin Panthers | 2 – 24 referto | Cork Admirals | The King's Hospital |

#### 9ª giornata
| Cregagh 22 maggio 2022 | Belfast Knights | 21 – 48 referto | Dublin Rebels | Gibson Park |

| Belfield 22 maggio 2022 | University College Dublin | 37 – 6 referto | West Dublin Rhinos | UCD Sport Facilities |

| Portadown 22 maggio 2022 | Craigavon Cowboys | 13 – 22 referto | Cork Admirals | Peoples Park |

#### 10ª giornata
| Belfast 29 maggio 2022 | Belfast Trojans | 49 – 19 referto | Craigavon Cowboys | Deramore Park |

| Palmerstown 29 maggio 2022 | South Dublin Panthers | 6 – 44 referto | University College Dublin | The King's Hospital |

#### 11ª giornata
| Belfast 5 giugno 2022 | Belfast Trojans | 35 – 0 referto | West Dublin Rhinos | Deramore Park |

| Glanmire 5 giugno 2022 | Cork Admirals | 41 – 21 referto | Belfast Knights | Old Christians RFC |

#### 12ª giornata
| Kilternan 12 giugno 2022 | Dublin Rebels | 34 – 30 referto | University College Dublin | De la Salle Palmerstown RFC |

#### 13ª giornata
| Belfast 19 giugno 2022 | Belfast Trojans | 33 – 20 referto | South Dublin Panthers | Deramore Park |

| Castleknock 20 giugno 2022 | West Dublin Rhinos | 0 – 44 referto | Cork Admirals | Castleknock College |

#### 14ª giornata
| Portadown 26 giugno 2022 | Craigavon Cowboys | 2 – 58 referto | Dublin Rebels | Peoples Park |

#### 15ª giornata
| Belfast 2 luglio 2022 | Belfast Trojans | 43 – 26 referto | Belfast Knights | Deramore Park |

| Glanmire 2 luglio 2022 | Cork Admirals | 28 – 28 referto | University College Dublin | Old Christians RFC |

| Palmerstown 3 luglio 2022 | South Dublin Panthers | 55 – 6 referto | Craigavon Cowboys | The King's Hospital |

#### 16ª giornata
| Kilternan 10 luglio 2022 | Dublin Rebels | 42 – 13 referto | South Dublin Panthers | De la Salle Palmerstown RFC |

| Cregagh 10 luglio 2022 | Belfast Knights | 34 – 0 referto | West Dublin Rhinos | Gibson Park |

| Glanmire 10 luglio 2022 | Cork Admirals | 26 – 20 referto | Belfast Trojans | Old Christians RFC |

### Classifiche
Le classifiche della regular season sono le seguenti.
- PCT = percentuale di vittorie, G = partite giocate, V = partite vinte,  P = partite perse, PF = punti fatti, PS = punti subiti

#### North
| Pos. | Squadra               | PCT  | G | V | N | P | PF  | PS  |
| ---- | --------------------- | ---- | - | - | - | - | --- | --- |
| 1    | South Dublin Panthers | .500 | 7 | 4 | 0 | 4 | 174 | 175 |
| 2    | Belfast Trojans       | .500 | 8 | 4 | 0 | 4 | 226 | 199 |
| 3    | Craigavon Cowboys     | .250 | 8 | 2 | 0 | 6 | 114 | 276 |
| 4    | Belfast Knights       | .125 | 8 | 1 | 0 | 7 | 143 | 254 |

#### South
| Pos. | Squadra                   | PCT   | G | V | N | P | PF  | PS  |
| ---- | ------------------------- | ----- | - | - | - | - | --- | --- |
| 1    | Dublin Rebels             | 1.000 | 8 | 8 | 0 | 0 | 322 | 79  |
| 2    | University College Dublin | .813  | 8 | 6 | 1 | 1 | 289 | 116 |
| 3    | Cork Admirals             | .688  | 8 | 5 | 1 | 2 | 185 | 124 |
| 4    | West Dublin Rhinos        | .125  | 8 | 1 | 0 | 7 | 40  | 270 |

## Playoff

### Tabellone
|  | Semifinali | Semifinali                | Semifinali |                           |    | XXXIV Shamrock Bowl | XXXIV Shamrock Bowl | XXXIV Shamrock Bowl |  |
|  |            |                           |            |                           |    |                     |                     |                     |  |
|  | 1S         | Dublin Rebels             | 46         |                           |    |                     |                     |                     |  |
|  | 1S         | Dublin Rebels             | 46         |                           |    |                     |                     |                     |  |
|  | 1N         | South Dublin Panthers     | 6          |                           |    |                     |                     |                     |  |
|  | 1N         | South Dublin Panthers     | 6          |                           | 1S | Dublin Rebels       | 24                  |                     |  |
|  |            |                           |            |                           | 1S | Dublin Rebels       | 24                  |                     |  |
|  |            |                           | 2S         | University College Dublin | 52 |                     |                     |                     |  |
|  | 2S         | University College Dublin | 2S         | University College Dublin | 52 | 44                  |                     |                     |  |
|  | 2S         | University College Dublin |            |                           |    |                     |                     |                     |  |
|  | 3S         | Cork Admirals             | 6          |                           |    |                     |                     |                     |  |

### Semifinali
| 24 luglio 2022 | Dublin Rebels | 46 – 6 | South Dublin Panthers |  |

| 24 luglio 2022 | University College Dublin | 44 – 6 | Cork Admirals |  |

### XXXV Shamrock Bowl
| 7 agosto 2022 | Dublin Rebels | 24 – 52 | University College Dublin |  |

## Verdetti
- University College Dublin Campioni dell'Irlanda 2022